# Schinkelkirche Großbeeren

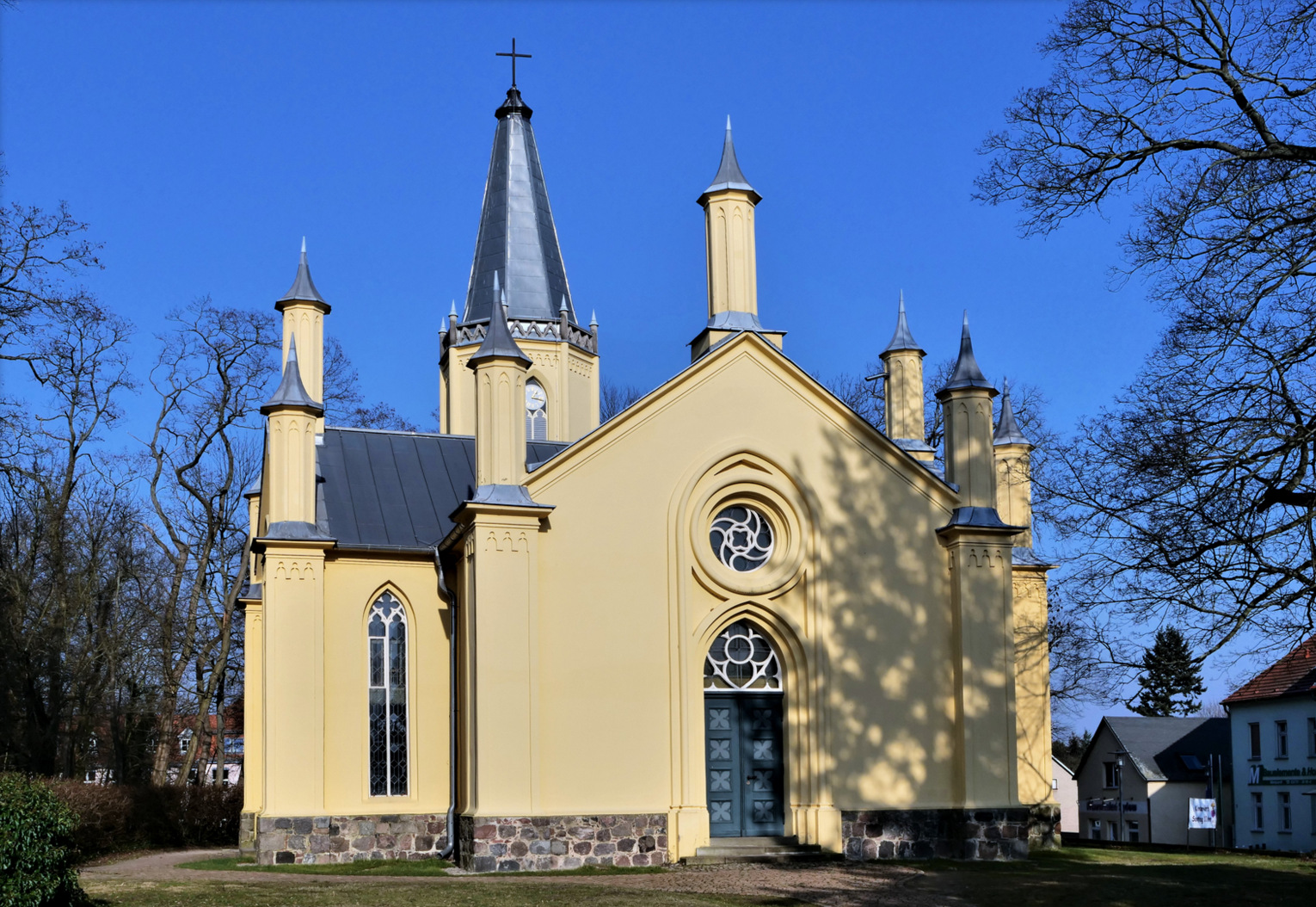
Schinkelkirche in Großbeeren Ansicht von Süden

Die Evangelische Schinkelkirche, an der Berliner Straße in Großbeeren (Landkreis Teltow-Fläming) im Bundesland Brandenburg gelegen, wurde 1818 bis 1820 nach einem Entwurf von Karl Friedrich Schinkel erbaut. Sie ist ein Ersatzbau für die an diesem Ort 1760 zerstörte Dorfkirche und war ein Geschenk des Königs Friedrich Wilhelm III. von Preußen an Großbeeren zum Dank für die gewonnene Schlacht bei Großbeeren gegen die Truppen Napoleons.

## Vorgängerbauten
1409 wurde auf dem alten Friedhof am Dorfanger Großbeerens aus Feld- und Backsteinen eine Dorfkirche mit einem rechteckigen Schiff und einem quadratisch eingezogenen Chor errichtet, die 1508 erneuert wurde. Nach der Verwüstung Großbeerens im Dreißigjährigen Krieg erhielt die Gemeinde 1648–1688 eine neue Kirche. Im Siebenjährigen Krieg wurde diese in der Nacht zum 10. Oktober 1760 von durchziehenden russischen und österreichischen Truppen niedergebrannt. Die Ruine verfiel zusehends, die Gemeinde hielt ihre Gottesdienste in Häusern der Gemeinde.

## Der Weg zu einem Neubau
Nach dem Sieg der preußischen, russischen und schwedischen Truppen gegen die Armee Napoleons bei Großbeeren 1813 – ein Gemälde von Blaise Raymond de Baux zeigt die Schlacht vor dem Hintergrund der Kirchenruine – wurden bei Siegesfesten in Berlin Gelder für den Wiederaufbau der Kirche gesammelt. Ein Wiederaufbau der Ruine, die nach einer Schätzung des Bauinspektors Hecker im Jahre 1817 8.000 Taler gekostet hätte, wurde nicht realisiert. Der Präsident der Provinz Brandenburg, Friederich Magnus von Bassewitz beauftragte hingegen Karl Friedrich Schinkel mit dem Entwurf einer Denkmalskirche, der nach dem Ausschluss verschiedener Alternativplanungen im Mai 1818 von König Friedrich Wilhelm III. genehmigt wurde. Bereits im Juni 1818 wurde mit dem Abbruch der Ruine begonnen, deren Feldsteine im Sockel des Neubaus Verwendung fanden. Der Grundstein wurde am 5. August 1818, zum fünften Jahrestag der Schlacht, gelegt. Die Einweihung der Kirche fand am 8. Oktober 1820 statt, die Baukosten betrugen 15.984 Taler. Der erste Prediger an der Schinkelkirche war Karl Ludwig Schultze, der der Gemeinde von 1812 bis 1851 diente.

## Aus- und Umbauten

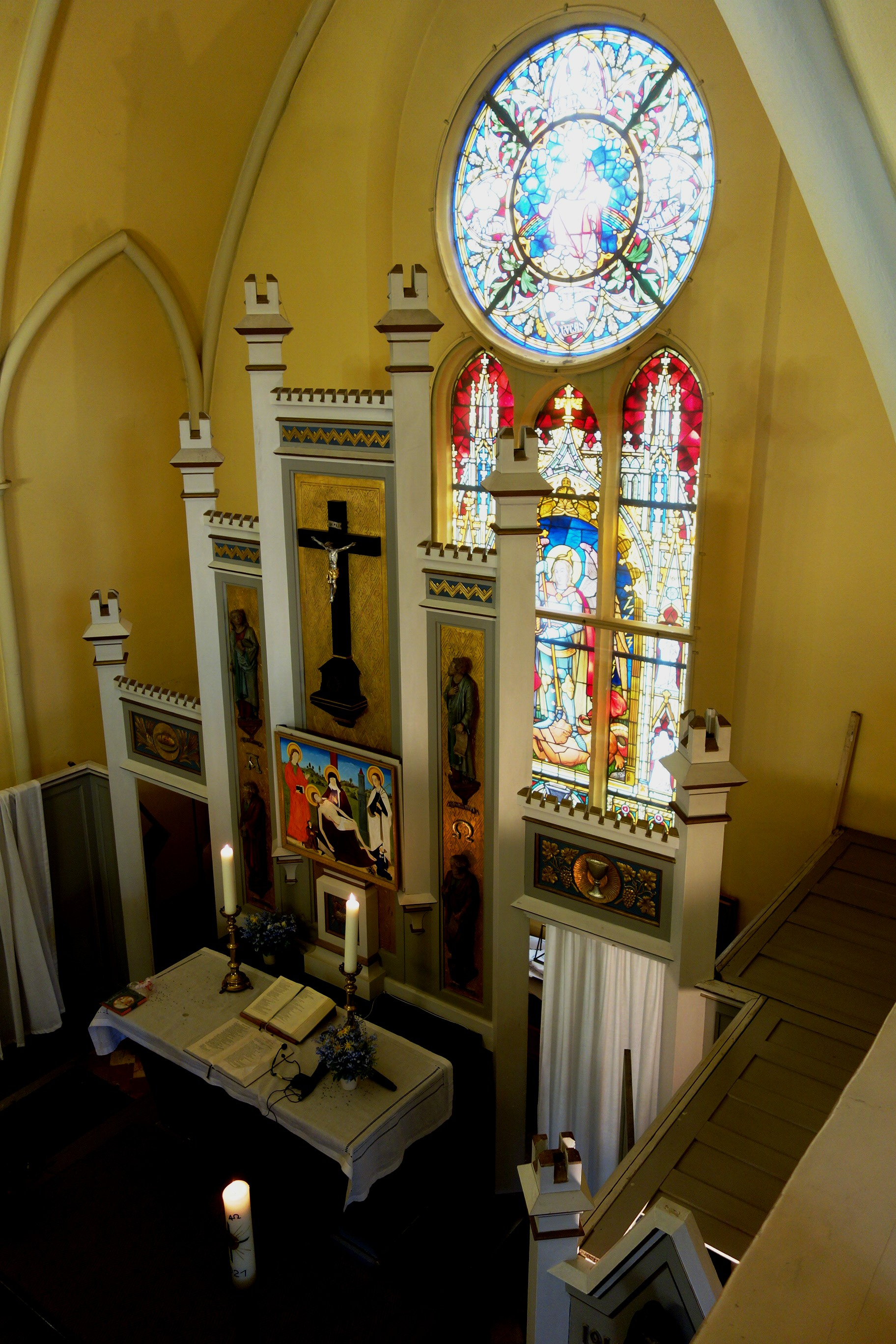
Altar und Glasfenster

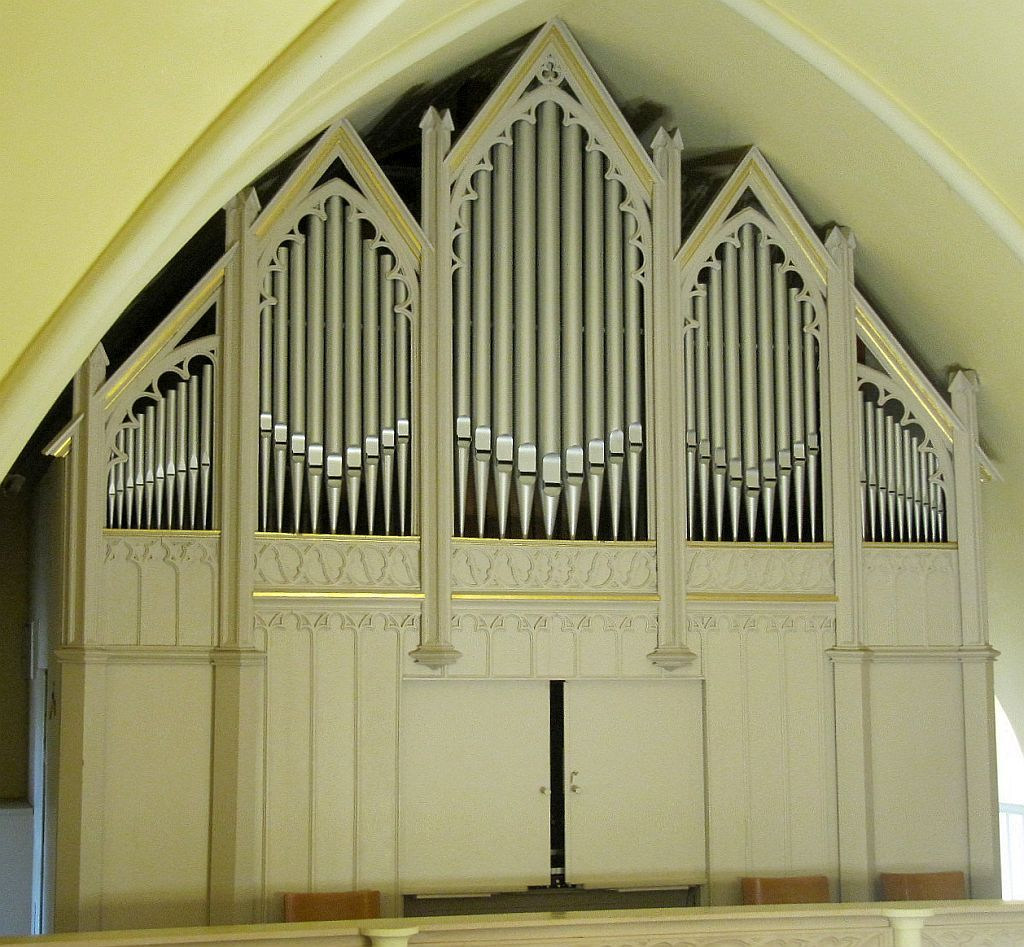
Orgel

Bereits 1838 wurde durch Hausschwammbefall eine Sanierung notwendig, Kirchendach und Turm wurden 1860 instand gesetzt. Die beiden Glocken der Kirche wurden 1890 durch ein Dreiklanggeläut aus Gussstahl aus dem Bochumer Verein für Bergbau und Gußstahlfabrikation ersetzt. Eine der ursprünglichen Glocken ist im Märkischen Museum in der Berliner Nikolaikirche ausgestellt. 1895/96 erhielt das Gebäude eine neue Zinkeindeckung und eine Turmuhr der Firma A. Mustroph aus Berlin. Durch Veränderung der Empore und dem Versetzen der Kanzel wurden mehr Sitzplätze geschaffen. Die Wiedereinweihung wurde am 8. November 1896 gefeiert. 1890 erhielt die Kirche eine Gasheizung. 1898 entstand ein von Carl Busch entworfenes Altarfenster mit dem Bild des thronenden Christus und dem Buch des Lebens im Mittelpunkt. Die ursprüngliche Orgel von Carl Friedrich Kühnzack aus Berlin wurde 1912 durch einen Orgelneubau der Fa. Alexander Schuke aus Potsdam ersetzt, die 1991 sowie auch 2013/2014 generalüberholt wurde. Weitere Umbauten erfolgten 1930, bei denen der Altar einen Aufsatz erhielt. Erneuert wurde auch die hölzerne Taufe von 1820/21, die nach einem Entwurf Schinkels gefertigt wurde. Den Schaft umgeben vier Engel aus bronziertem Zinkguss, den Sockel schmücken Lotusblüten. 1960/61 wurde das Zinkdach durch eine Schieferdeckung ersetzt, die Dach- und Gewölbekonstruktion wurde in den Jahren 1984 bis 1986 erneuert.
Nach einer weiteren umfassenden Sanierung 2011 erhielt die Kirche zur 200-Jahr-Feier 2020 drei neue Bronzeglocken.
Die Schinkelkirche Großbeeren ist unter der Nummer 09105311 in die Denkmalliste des Landes Brandenburg eingetragen.

## Die Kirchengemeinde
Großbeeren ist gemeinsam mit dem Ortsteil Neubeeren mit ca. 1.300 Mitgliedern (2020) die größte Gemeinde im gemeinsamen Pfarrsprengel mit Neubeeren, Kleinbeeren, Heinersdorf (mit Birkenhain und Birkholz) im Evangelischen Kirchenkreis Teltow-Zehlendorf. Schwerpunkte der Gemeindearbeit sind u. a. die Kinder- und Jugendarbeit, ein Gemeindeschwesternprojekt gemeinsam mit der Johanniter Unfallhilfe sowie die seit 2004 bestehende Partnerschaft mit dem Verein südost Europa Kultur e.V. und dem Amt für Soziale Wohlfahrt im bosnischen Bijeljina. Für dieses Engagement erhielt die Kirchengemeinde 2019 den Integrationspreis der Stiftung „ÜBERBRÜCKEN“. Die Kirchengemeinde unterhält im Pfarrsprengel drei Friedhöfe.